# Temas LGBT en las mitologías de la diáspora africana
Varios temas LGBT están presentes en diferentes mitologías de la diáspora africana, siendo el principal el vudú.

## Vudú haitiano y vudú de Luisiana
Existe una gran cantidad de espíritus o deidades en el vudú haitiano y luisiano llamados lwa. Estos lwa pueden considerarse como familias de individuos o como una entidad singular con aspectos distintos, con vínculos con áreas particulares de la vida.
Algunos lwa tienen vínculos particulares con la magia, el culto a los antepasados o la muerte, como Gede y Bawon. Varios de ellos están particularmente asociados con la disconformidad de género o las interacciones entre personas del mismo sexo.  Entre ellos se incluye Ghede Nibo, un espíritu que se preocupa por los que mueren jóvenes. A veces se le representa como una drag queen afeminada e inspira a quienes habita en ella a una sexualidad lasciva de todo tipo, especialmente la disconformidad de género o el comportamiento lésbico en las mujeres.  Los padres de Gede Nibo son el barón Samedi y Maman Brigitte; El barón Samedi es el líder de Gede y Barons y se le representa como un dandy bisexual u ocasionalmente como transgénero, vistiendo un sombrero de copa y una levita junto con faldas y zapatos de mujer. Samedi tiene una tendencia a los "movimientos lascivos" que cruzan las fronteras de género y también implican un deseo por el sexo anal. xc
Otros barones que muestran un comportamiento gay son el barón Lundy y el barón Limba, que son amantes y enseñan un tipo de lucha homoerótica desnuda en su escuela, que se cree que aumenta la potencia mágica.  El barón Oua Oua, que a menudo se manifiesta con un aspecto infantil, ha sido llamado el barón "más estrechamente vinculado a la homosexualidad" por los practicantes del vudú. 
Otra lwa, Erzulie, se asocia con el amor, la sensualidad y la belleza. Erzulie puede manifestar aspectos relacionados con LGBT, incluidos rasgos transgénero o amazónicos, además de apariencias tradicionalmente femeninas. Cuando habitan en los hombres, estos aspectos pueden resultar en un comportamiento homoerótico o disconforme con el género, mientras que en las mujeres pueden resultar en lesbianismo o sentimiento antimasculino. Erzulie Freda es vista como la protectora de los hombres homosexuales y Erzulie Dantor se asocia con las lesbianas. 

### Santería y Candomblé
La santería y el candomblé son religiones sincréticas derivadas de las creencias diaspóricas yoruba y del catolicismo, más prevalentes en América del Sur, incluidos Cuba y Brasil. Sus mitologías tienen muchas similitudes con la yoruba y contienen un panteón de Orishas (espíritus), comparable (y a menudo identificado con) los loa del vudú.
En una santería cubana "pataki", o historia mitológica, la diosa del mar Yemaha es engañada para tener relaciones sexuales incestuosas con su hijo Shangó . Para ocultar su vergüenza por este evento, desterró a sus otros dos hijos, Inle y Abbata, a vivir en el fondo del océano, además de cortarle la lengua a Inle y dejar sordo a Abbata. Como resultado de su aislamiento y soledad, Inle y Abbata se convierten en amigos apasionados y luego amantes, capaces de comunicarse enfáticamente. Este pataki se utiliza para explicar el origen del incesto, el mutismo y la sordera además de la homosexualidad. 